# Caffè latte

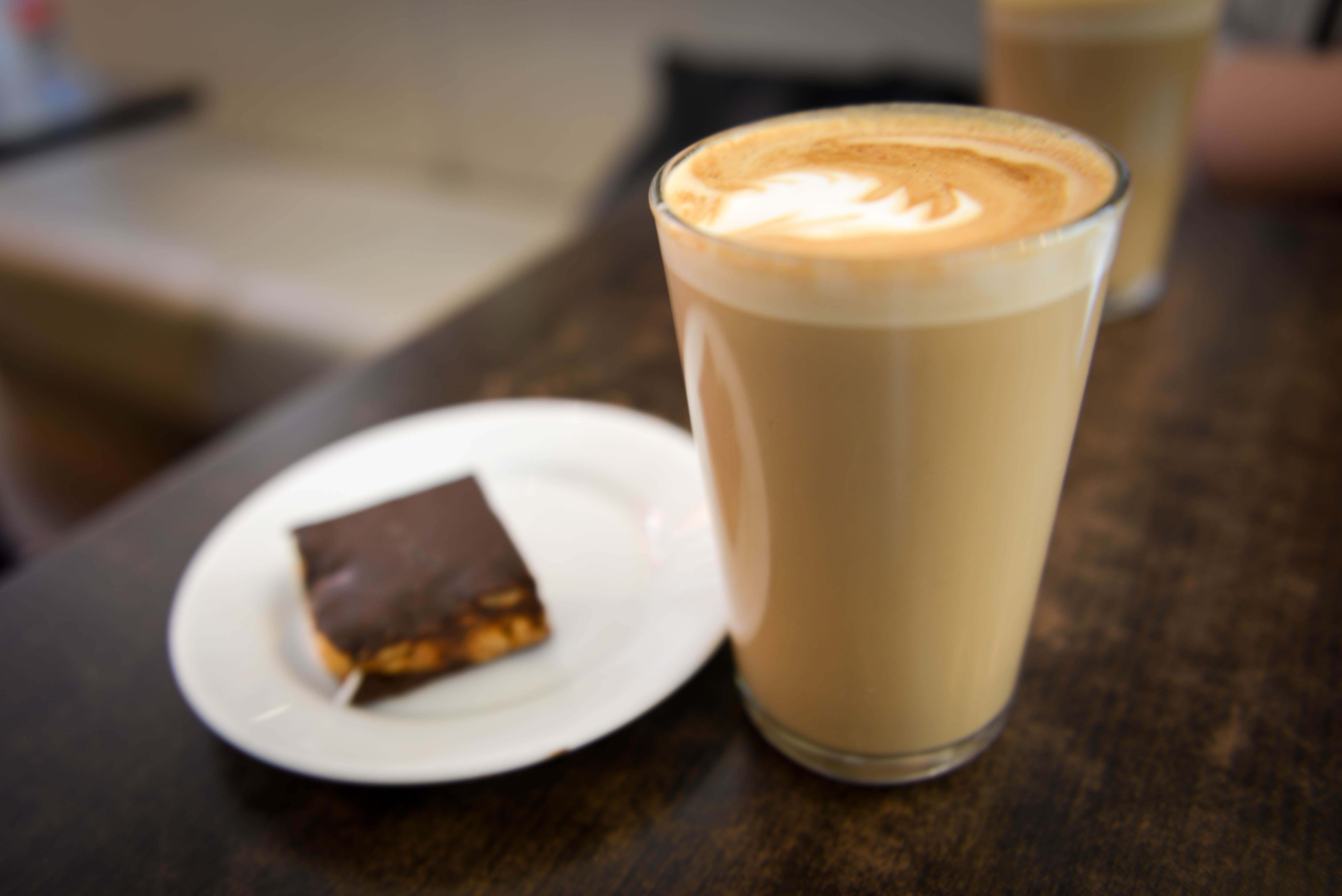
Latte podane z ciastkiem

Caffè latte [kafˈfɛ ˈlatte], w skrócie często nazywana latte – włoski napój kawowy powstający w wyniku wlania spienionego ciepłego mleka do kawy espresso. Kawa latte składa się z równych proporcji mleka i kawy. Piana na tej kawie powinna mieć 1 cm grubości. Kawę latte podaje się w wysokiej szklance, na spodku i z długą łyżeczką. W odróżnieniu od latte macchiato, która składa się z dwóch warstw, podczas przyrządzania kawy latte mleko wlewa się szybko, by zmieszało się z kawą.
Wbrew nazwie, latte art (sztuka wykonywania rysunków i wzorów na powierzchni kawy), na tradycyjnej latte nie wykonuje się ozdób na piance.